# گمینا یاکتوروو
گمینا یاکتوروو (به لهستانی:  Gmina Jaktorów) یک گمینا در لهستان است که در شهرستان گروجیسک مازوویتسکی واقع شده‌است. گمینا یاکتوروو ۵۵٫۲۴ کیلومتر مربع مساحت و ۱۰٬۰۹۰ نفر جمعیت دارد.